# Tâmega (sous-région)
Pour les articles homonymes, voir Tâmega (homonymie).
La Tâmega (en portugais : Tâmega) est une des 30 sous-régions statistiques du Portugal.
Avec 7 autres sous-régions, elle forme la région Nord.

## Géographie

Localisation de la Tâmega

La sous-région tire son nom de la rivière Tâmega.
Le Tâmega est limitrophe :
- au nord, du Haut Trás-os-Montes,
- à l'est, de Douro,
- au sud, du Dão-Lafões et de l'Entre Douro et Vouga,
- à l'ouest du Grand Porto,
- au nord-ouest, de l'Ave.

## Données diverses
- Superficie : 2 629 km2
- Population (2001) : 551 301 hab.
- Densité de population : 209,70 hab./km2

## Subdivisions
La Tâmega groupe 13 municipalités (concelhos ou municípios, en portugais) :
| Concelho           | Superficie km2 | Population (2004) | Densité de population hab./km2 |
| ------------------ | -------------- | ----------------- | ------------------------------ |
| Amarante           | 299,25         | 61 029            | 203,94                         |
| Baião              | 175,71         | 21 564            | 122,72                         |
| Castelo de Paiva   | 114,67         | 17 089            | 149,03                         |
| Cinfães            | 241,71         | 21 318            | 88,20                          |
| Felgueiras         | 115,62         | 58 553            | 506,43                         |
| Lousada            | 94,89          | 46 322            | 488,17                         |
| Marco de Canaveses | 202,02         | 53 961            | 267,11                         |
| Mondim de Basto    | 171,87         | 8 470             | 49,28                          |
| Paços de Ferreira  | 72,65          | 54 801            | 754,32                         |
| Paredes            | 156,56         | 85 428            | 545,66                         |
| Penafiel           | 212,82         | 72 095            | 338,76                         |
| Resende            | 122,71         | 11 978            | 97,61                          |
| Ribeira de Pena    | 217,66         | 7 251             | 33,31                          |

| Districts | Concelhos          |
| --------- | ------------------ |
| Porto     | Amarante           |
| Porto     | Baião              |
| Porto     | Felgueiras         |
| Porto     | Lousada            |
| Porto     | Marco de Canaveses |
| Porto     | Paços de Ferreira  |
| Porto     | Paredes            |
| Porto     | Penafiel           |
| Aveiro    | Castelo de Paiva   |
| Vila Real | Mondim de Basto    |
| Vila Real | Ribeira de Pena    |
| Viseu     | Cinfães            |
| Viseu     | Resende            |